# Фридрих Кристоф фон Дона-Карвинден
Фридрих Кристоф фон Дона-Карвинден (на немски: Friedrich Christoph Burggraf und Graf zu Dohna-Carwinden; * 7 януари 1664, Карвинден/Карвини, Полша; † 9 юли 1727, Визмар) е бургграф и 2. граф на Дона-Карвинден, браненбургски/пруски и шведски генерал-лейтенант, фелдмаршал и дипломат. Той е господар на Вартенберг, Карвинден, Шлобитен и Боркерсдорф също на Хюлста и Екхолмен в Швеция.

## Биография
Той е син на шведския генерал бургграф и граф Кристоф Делфикус фон Дона (1628 – 1668), 1. граф на Карвинден, и съпругата му сляпата графиня Анна Оксенстиерна от Васа (1620 – 1690), дъщеря на адмирал Габриел Бенгтсон Оксенстиерна, граф Оксенстиерна на Корсхолм-Васа (1586 – 1656) и Анна Густавсдотер Банер (1585 – 1656). Внук е на бургграф и граф Кристоф II фон Дона (1583 – 1637) и графиня Урсула фон Золмс-Браунфелс (1594 – 1657).
Фридрих Кристоф фон Дона-Карвинден първо е хауптман на кур-хановерска служба. През 1685 г. участва в Голямата турска война. През 1687 г. започва шведска служба и става шведски дипломат в императорския двор във Виена. На 5 март 1692 г. става саксонски полковник, на 11 ноември 1694 г. генерал-майор на Бранденбург и 1700 г. също генерал-лейтенант. Същата година курфюрстът го изпраща в шведския двор, където присъства на коронизацията на Карл XII.
През Великата северна война той пътува с дипломатически мисии. След свалянето на полския крал Станислав Лешчински през 1709 г. той е предаден на Русия, където е затворен за 11 месеца в Смоленск. Чрез пруския крал е освободен. След това той преговаря за освобождаването на множеството шведски затворници. На 30 септември 1719 г. Фридрих има право да пътува до Швеция. След мира между Прусия и Швеция той става на 19 декември 1720 г. също шведски генерал-лейтенант, а на 31 януари 1722 г. президент на „Трибунала във Визмар“.
Фридрих Кристоф фон Дона-Карвинден умира на 63 години на 9 юли 1727 г. във Визмар.

## Фамилия
Първи брак: на 15 март 1685 г. в Женева с цЛуиза Антоанета фон Дона-Шлобитен (* 1660; † 16 януари 1716, Карвинден), дъщеря на чичо му Фридрих фон Дона „Млади“ (1621 – 1688) и Есперанца дьо Пуй дьо Монтбрун-Ферасиерес (1638 – 1690). Те имат децата:
- Улрика Елеонора Есперанца Анна фон Дона-Карвинден (* 3/13 април 1689, Виена; † 6 октомври 1760, Бергхайм), омъжена на 8 ноември 1712 г. в Дрезден за граф Хайнрих Георг фон Валдек-Пирмонт-Бергхайм (1683 – 1736), син на граф Кристиан Лудвиг фон Валдек (1635 – 1706) и графиня Йоханета фон Насау-Идщайн-Саарбрюкен (1657 – 1733).
- София Шарлота фон Дона-Карвинден (* 20 април 1690, Кьонигсберг)
- Карл Август фон Дона-Карвинден (* 18/28 декември 1691, Кьонигсберг; † 10 януари/12/23 ноември 1744, Стокхолм), шведски генерал-майор, бургграф и граф на Дона-Карвинден, женен на 28 август 1720 г. за фрайин Хедвиг Сооп от Лиминго (1703 – 1776)
- Фридрих Лудвиг фон Дона-Карвинден (* 27 март/6 април 1694, Дрезден; † 6 януари 1749, Везел, Померания), бургграф и граф на Дона-Карвинден, женен на 16 декември 1721 г. в Кьонигсберг за бургграфиня и графиня София Вилхелмина фон Дона-Шлобитен (* 8 юли 1697, Берлин; † 10 септември 1754, Везел)
- Хедвиг Луиза Антоанета фон Дона-Карвинден (* 30 август 1697, Морунген; † 16 септември 1769, Морунген)

Втори брак: през 1717 г. с графиня Елеонора Елизабет Оксернстиерна-Кронеборг (* 19 януари 1674; † 22 юни 1736), вдовица на Карл Густаф Зооп († 1711), дъщеря на граф Габриел Оксенстиерна-Кронеборг (1642 – 1707) и Кристина Оксенстиерна от Зьодермьоре (1651 – 1711). Бракът е бездетен.